# 索羅基-利維夫西基
49°52′26″N 24°7′38″E / 49.87389°N 24.12722°E
索羅基-利維夫西基（烏克蘭語：Сороки-Львівські），是烏克蘭西部的村莊，隸屬利維夫州的利維夫區。該村始建於1427年，面積1.86平方公里，海拔高度242米，2001年人口1,378，人口密度每平方公里740.86人。